# George Henry
George Henry (Irvinne, North Ayshire, Escocia, 1858-1943) fue un pintor británico de paisajes, escenas de género y retratos, integrante de los Glasgow boys.

## Trayectoria
George Henry estudió en la Escuela de Glasgow y formó parte de los Glasgow boys, convirtiéndose en uno de sus más destacados representantes. Realizó estudios con William York Macgregor y, en 1895, conoció a Edward Atkinson Hornel en Kircudbright. Comenzaron a trabajar juntos y, en el año 1893, viajaron a Japón, en un viaje financiado por el filántropo William Burrel y el marchand Alexander Reid. El viaje se extendió por un año y medio, período en el que el aprendizaje del arte japonés influyó notoriamente en la obra de ambos. En el viaje de regreso, la mayoría de las obras al óleo hechas por Henry se arruinaron, salvándose sus acuarelas. Después de 1900, se radicó en Londres, dedicándose a los retratos.

## Obra
Geoge Henry fue un artista muy influyente en su tiempo. Con la colaboración de Hornel pintó varias obras siendo Los druidas una de las más destacadas. Paisaje Galloway, hecha por él en 1889, provocó una fuerte impresión en el arte de Glasgow por las características del color. Sus pinturas iniciales están hechas en el plenairismo pero, rápidamente, pasó a un estilo con fines decorativos, con influencias modernista, postimpresionista y del arte japonés. 